# Pierre Blondin
Pour les articles homonymes, voir Blondin.
Pierre Blondin est un médecin et botaniste français, membre de l'Académie royale des sciences, né dans le Vimeu le 18 décembre 1682, et mort à Paris le 15 avril 1713 .

## Biographie
Il fait ses humanités dans la ville d'Eu avant de venir continuer ses études à Paris, en 1700 où il s'établit avec ses deux frères aînées, un était avocat, l'autre docteur en Sorbonne. Il a suivi des cours de philosophie et prend des traités de mathématiques au Collège royal. Il s'est ensuite allé aux Écoles de Médecine, à l'amphithéâtre Saint-Cosme et au Jardin du roi. Il a surtout suivi les cours du Jardin du roi et particulièrement à ceux de Tournefort. Ce dernier l'a distingué parmi ses disciples et l'a plusieurs chargé de le remplacer pour ses cours quand il était indisposé.
Intéressé par la botanique, il a herborisé dans toute la Picardie, la Normandie et l'Île-de-France. En Picardie il a découvert 120 plantes qui n'étaient pas au Jardin du roi. Sa connaissance de la botanique lui a permis de composer des médicaments avec des plantes.
Il a été reçu docteur en médecine de l'université de Reims en 1708. 
Il est nommé élève botaniste sous Reneaume de l'Académie royale des sciences le 14 février 1712.
Il allait suivre les cours de la Faculté de médecine de Paris quand il a été emporté après une forte fièvre. Il a laissé des herbiers assez importants et en bon ordre et un seul mémoire où il changeait les genres de quelques espèces de plantes qui avaient été définis par Tournefort. Il avait l'idée de définir un système de plantes différent de celui de son maître.